# تپه سیاه‌بید سفلای ۱
تپه سیاه بید سفلای ۱ مربوط به دوران پارینه‌سنگی جدید است و در شهرستان کرمانشاه، بخش مرکزی، دهستان دورود فرامان، ۱ کیلومتری جنوب و جنوب شرقی روستای سیاه بید سفلا واقع شده و این اثر در تاریخ ۲۶ اسفند ۱۳۸۷ با شمارهٔ ثبت ۲۵۵۰۸ به‌عنوان یکی از آثار ملی ایران به ثبت رسیده است.